# Gandesbergen
Gandesbergen là một đô thị ở huyện huyện Nienburg, trong bang Niedersachsen, nước Đức. Đô thị Gandesbergen có diện tích 6,99 km².